# Broby tegelbruk
Broby tegelbruk var ett tegelbruk vid Kårsta invid järnvägen Stockholm-Roslagen. Det anlades mellan 1865 och 1889. Bruket har tillverkat murtegel, enkupigt och tvåkupigt taktegel, rör och mellanväggsplattor. Omkring år 1950 tillverkades 2 miljoner mellanväggsplattor årligen. Det lades ner år 1966.